# Dr. Schmitt Pál köztársasági elnök érdemérme
Dr. Schmitt Pál köztársasági elnök érdemérmét Schmitt Pál (akkor mint Dr. Schmitt Pál) köztársasági elnök alapította 223/2010 (IX.2.) számú Köztársasági Elnöki határozatával 2010. szeptember 2-án. 
Az érdemérmével többek között a tudományok, az ifjúság nevelése, elesettek és hátrányos helyzetűek támogatása terén szerzett kiemelkedő érdemeket, valamint művészi, alkotói, előadói és közszolgálati tevékenységet honorálta a köztársasági elnök.
A díj neve 2012-ben Schmitt Pál plágiumbotrányakor A Köztársaság Elnökének érdemérmére módosult. Áder János köztársasági elnök a díjat 2013-ban megszüntette.

## A díj leírása
Az Érdemérem 60 mm átmérõjű, aranyozott ezüst (925 ezrelék finomságú) anyagú érem. Előoldalán a Magyar Köztársaság címere címertartó angyalpárral, hátoldalán „DR. SCHMITT PÁL KÖZTÁRSASÁGI ELNÖK ÉRDEMÉRME” felirat látható. Az Érdemérmet díszes adományozó levél kíséri, melynek szövegezése mindig egyedileg készül.

## Díjazottak
A díjazottak listájáról az interneten nem lelhető fel pontos adatbázis. A Köztársasági Elnöki Hivatal honlapján erre vonatkozó találat nincsen.